# Амаларіх
Амаларіх (Amalareiks — «король Амалів», 502–531) — останній король вестготів з династії Балтів у 511—531 роках.

## Життєпис
Походив з династії Балтів. Син короля Аларіха II та Теодеготи (Тіулогото), онук Теодоріха I, короля остготів в Італії. Був ще малим, коли у 507 році його батько загинув у битві на Вогладенських полях (поблизу Пуатьє) проти франкського короля Хлодвіга I. Амаларіх разом із наближеними врятувався втечею до Іспанії. Владу захопив його зведений брат Гезалех.
У 508 на допомогу Амаларіху прибуло потужне остготське військо, надіслане його дідом Теодоріхом Великим. Воно утримало франків від подальших завоювань і врятувало частину вестготських володінь в південній Галлії (Септиманія та південна Гасконь). У результаті бойових дій у 510—511 роках владу Гезалеха було повалено, а Амаларіха оголошено королем вестготів. Утім останній внаслідок малого віку опинився під «опікою» діда. У результаті фактично відбулося об'єднання королівств вестготів та остготів. У 511 році, скориставшись смертю Хлодвіга I війська вестготів та остготів відвоювали Родез, Альбі, область Тулузи, південь Новемпопулани.
Утім юридичне обґрунтування правління Теодоріха поки достеменно не з'ясовано. Низка вчених відкидають опікунство, як припускав Прокопій Кесарійський, оскільки законним королем тоді вважався б Амаларіх. Але він був проголошений королем лише після смерті діда в 526 році, хоча за вестготськими законами він мав право приступати до керування державою з 15 років, тобто приблизно в 517 року. Прагнення до якомога тіснішого злиття остготської і вестготської держав виявилося також у тому, що Теодоріх I наказав перевести з Каркассона в Равенну частину королівської скарбниці, яка не потрапила до франків. При цьому війни з франками тривали у 512—513 та 514—515 роках. За договорами готи відмовилися від Тулузи.
Державою вестготів управляли уповноважені Теодоріха I. Спочатку керівництво здійснював Ібба, а в 523—526 роках джерела повідомляють про остготських чиновників Ліувіріте і Ампеліо. Дуже високе положення, хоча і з неясними функціями, обіймав Теудіс, зброєносець Теодоріха Великого.
Після смерті Теодоріха I у 526 році тісний зв'язок між двома гілками готського племені перервалася знову. Вестготи оголосили королем Амаларіха. Останній обрав своєю столицею Нарбонн. Прокопій повідомляє, що після смерті короля остготів стався розділ держави між Амаларіхом і Аталаріхом, сином доньки Теодеріха — Амаласунти. При цьому області на схід від Рони дісталися остготам. Амаласунта, яка керувала равеннським урядом за неповнолітнього Аталаріха, повернула вестготам їхню королівську скарбницю. З цього видно, що вона не була включена до скарбниці остготських королів.
Амаларіх розумів, що смерть Теодеріха I призведе до ослаблення могутності остготів. Усвідомлюючи, що не слід більше очікувати допомоги з Равенни, він прагнув, і не без успіху, до налагодження союзницьких відносин зі своїми найнебезпечнішими супротивниками — франками. З цією метою одружився з дочкою Хлодвіга I — Хлодехільдою (Клотильдою). Водночас намагався посилити своє становище в середині держав. Для цього призначив колишнього намісника Теудіса до Толедо.
Втім перешкодами, які Амаларіх, що був аріанином, чинив своїй дружині у дотримуванні нікейської (католицької) віри, він надав її братові Хільдеберту I привід до нападу. Григорій Турський пише: «Часто, коли вона йшла в святу церкву, він наказував кидати в неї гній і різні нечистоти і, нарешті, кажуть, він так її жорстоко побив, що вона переслала братові хустку, просочену її кров'ю». Про те, що Амаларіх негідно поводився зі своєю дружиною, не дозволяв їй робити звичні обряди і що через це спалахнула війна між готами і франками, пише і Прокопій Кесарійський. Разом з тим у праці Йордана та Життєпису св. Авіта не йдеться про нетерпимість Амаларіха. Тому частина дослідників вважають за привід або якусь провокацію, що спричинило до війни між франками й вестготами.
Ситуацію погіршив конфлікт з Теудісом, який набрав значну силу, встановивши контроль над усіма іспанськими володіннями вестготів. Для виправлення цього ще у 529 році Амаларіх призначив представника іспано-римської знаті Стефані префектом Іспанських провінцій.
Хільдеберт I вирішив помститися за сестру. Згідно з Сарагоською хронікою, в 531 році Хільдеберт почав похід у Септіманію, де розбив вестготів у битві під Нарбонною. У цій битві Амаларіх загинув. Але за повідомленням Сарагоської хроніки, Амаларіха вбив франк на ім'я Бессон у Барселоні. Можливо, це був військовик Хлодехільди. Напевне Амаларіх намагався втекти до родичів в Італії. Відповідно до Ісидора Севільського, вестготського короля було вбито власними воїнами, можливо за намовою Теудіса. Григорій Турський зображує справу так: вбивство було скоєне невідомим франком безпосередньо після битви при Нарбонні. Він жбурнув в Амаларіха списа, коли той намагався сховатися в церкві.
У результаті династія Балтів припинила своє існування, землі на півдні Галлії в сучасній області Родез були втрачені. Владу перебрав остгот Теудіс.

## Родина
Дружина Хлодехільда або наложниці:
- Госвінда (д/н—589), дружина: 1) короля Атанагільда; 2) короля Леовігільда.